# Colegiul Național Simion Bărnuțiu din Șimleu Silvaniei
Colegiul Național Simion Bărnuțiu din Șimleu Silvaniei este o instituție de educație din Șimleu Silvaniei.

## Istorie
A fost deschis pe 1 octombrie 1919 ca primul liceu romanesc din județul Sălaj. Numele liceului a fost atribuit de Onisifor Ghibu, secretar general la Resortul Cultelor si Instructiunii Publice, in memoria revoluționarului pașoptist Simion Bărnuțiu care in anul 1820 a absolvit cursurile scolii gimnaziale la Șimleu Silvaniei. 
Liceul a fost deschis pe 1 octombrie 1919 cu cinci clase si 104 elevi. Primul director a fost Ioan Ossian, numit in iulie 1919. Alti directori ai liceului au fost Gh. Bosca, director al liceului intre 1958 -1968; Constantin Anton, director in perioada 1968 - 1978 ; prof. Octavian Guțu, director intre anii 1978 - 1990, fost inspector scolar general, prof. Teodor Crișan, directorul actual al colegiului de aproape douazeci de ani.